# Victor de Compiègne
Louis-Alphonse-Henri-Victor du Pont, marquis de Compiègne, couramment appelé Victor de Compiègne, est un explorateur français du XIXe siècle, né à Fuligny le 26 juillet 1846 et mort au Caire, le 28 février 1877.
De 1872 à 1874, il explore avec Alfred Marche le cours du fleuve Ogooué au Gabon. 

## Biographie
Né le 26 juillet 1846 dans le village de Fuligny en Champagne, il est l'ainé de quatre enfants. En 1857, son père meurt à 34 ans et Sa mère, Noémie de Meyronnet-Châteauneuf, devient veuve à 30 ans. Il est envoyé comme pensionnaire à Paris dans une école de Jésuites
Après avoir obtenu le baccalauréat et une licence en droit, il est nommé à 22 ans auditeur de seconde classe au Conseil d'État et est envoyé en mission en Algérie mais il quitte rapidement ce poste.
Il se laisse griser par la vie parisienne et un conseil de famille doit régler ses dettes, mais il lui faut rentrer dans le rang.
Il décide alors de fait un voyage aux États-Unis et explore la Floride avec peu de moyens. Il parcourt les Everglades  où il contracte la malaria et assure sa subsistance en chassant des aigrettes dont ils revend les plumes qui servent alors de parures.
À la déclaration de la guerre de 1870, il revient immédiatement en France et s'engage comme simple soldat. Fait prisonnier, il est envoyé à Wesel en Allemagne et libéré après sept mois de captivité, il rentre en Champagne. En mars 1871. lors de la  Commune, il rejoint Versailles et s'engage dans les rangs des Volontaires de la Seine. Il participe aux combats dans la capitale qui lui laisseront un souvenir amer.
La guerre terminée, il part pour l'Amérique du Sud, Panama, Nicaragua, lac de Maracaibo.
Il rentre en France au printemps 1872 et fait alors la connaissance d'Aimé Bouvier à qui il explique son projet d'exploration des sources de l'Ogooué en Afrique Équatoriale. Bouvier le présente au naturaliste Alfred Marche, qui a le même projet. Ils sont soutenus par la Société de Géographie qui leur accorde une subvention.
Le 1er novembre 1872, il s'embarque à Bordeaux précédé par Alfred Marche de quelques semaines. Ils font alors le relevé de plus de 400 km de fleuve auparavant en blanc sur la carte. Ils étudient la langue M'Pongwé et celle d'autres tribus. Ils établissent un catalogue scientifique très précis des diverses pièces qu'ils rapportent.
Il devient l'ami de N'Combé, le "Roi-Soleil", chef de tribu à Adanlinanlago, sur l'autre rive de l'Ogooué, en face de Lambaréné. À la pointe extrême de leur exploration, ils sont arrêtés par une attaque de cannibales qui massacrent la plus grande partie de leur porteurs. Ils doivent alors rebrousser chemin. Ils rejoignent Paris le 20 juillet 1874.
Le 5 août 1874, il fait le récit de son expédition devant les membres de la Société de Géographie. Mais la malaria le mine, il ne peut plus entreprendre de nouvelles explorations.
Pour son expédition au Gabon en 1874, Pierre Savorgnan de Brazza s'aidera des carnets, notes et observations de Victor de Compiègne qu'il ira chercher dans la propriété familiale en Champagne.
Sur la recommandation de M. Maunoir, le Docteur Georg August Schweinfurth, nommé président de la Société de géographie du Caire qui vient d'être créée, s'adjoint Victor de Compiègne comme secrétaire général. Il arrive au Caire en juillet 1875 et déploie alors une activité intense. Il se lie avec Lesseps et Mariette. Il revient en Europe pour le Congrès de géographie de Bruxelles le 12 septembre 1876. Il est alors nommé membre du Comité pour abolir définitivement l'esclavage. Il retourne au Caire début février 1877.
Le 25 février 1877 au Caire, il se bat en duel au pistolet avec un allemand du nom de Mayer. Favorisé par le sort, son adversaire tire le premier, Victor de Compiègne est atteint d'une balle derrière l'omoplate qui ne peut être extraite. La blessure s'infecte et il meurt trois jours plus tard le 28 février 1877 à 30 ans.
Selon certaines sources,  Mayer aurait reproché à Victor de Compiègne d'avoir voulu supplanter le docteur Schweinfurth, qui venait de donner sa démission de président de la Société de géographie du Caire. La discussion se serait envenimé et les deux hommes en seraient venu aux mains. Victor de Compiègne aurait alors demande réparation par les armes.
Selon d'autres sources, le motif du duel aurait été une dispute entre les deux hommes au sujet d'une femme lors d'un bal masqué.

## Œuvre
- Voyage d'Exploration dans l'Afrique équatoriale, Paris 1874. (OCLC 162582077)
- L'Afrique équatoriale. Gabonais, Pahouins, Gallois, Paris, E. Plon et cie., 1875. (OCLC 27819893)

« L'Afrique Équatoriale T1  »
- L'Afrique équatoriale: Okanda, Bangouens, Osyéba, Paris, Plon, 1875. (OCLC 25949715)

« L'Afrique Équatoriale T2  »
- Voyages, chasses et guerres, Paris, Plon, 1876. (OCLC 1831225)